# 教宗诏书
教宗诏书（拉丁語：Bulla apostolica），又译教宗训谕，为天主教教宗所发布的最隆重之文告。
最初教宗用其發佈各種大小信息，到13世紀時開始僅用於正式場合。 自12世紀開始教宗詔書一面使用聖伯多祿和聖保祿頭像鉛封，一面書寫教宗的名字。

## 词源
欧洲语言“bulla”一词的不同形式皆来源于拉丁语“bullire”，是沸腾之意，最初指形似沸水泡的金属圆点，后来逐渐用于中世纪时教宗或其他皇家文书上的铅制封印，最终引申为文书本身。至少在13世纪前，教宗发布的各种文书均可以叫做“bulla”，15世纪以来，这个词专指教宗发布的最重要的文书，包括敕封圣徒、教义解释以及某些特殊重大事件的训令，如1814年准许重建耶稣会的诏书，1961年宣布召开梵蒂冈第二屆大公会议的诏书等。

## 形制和格式

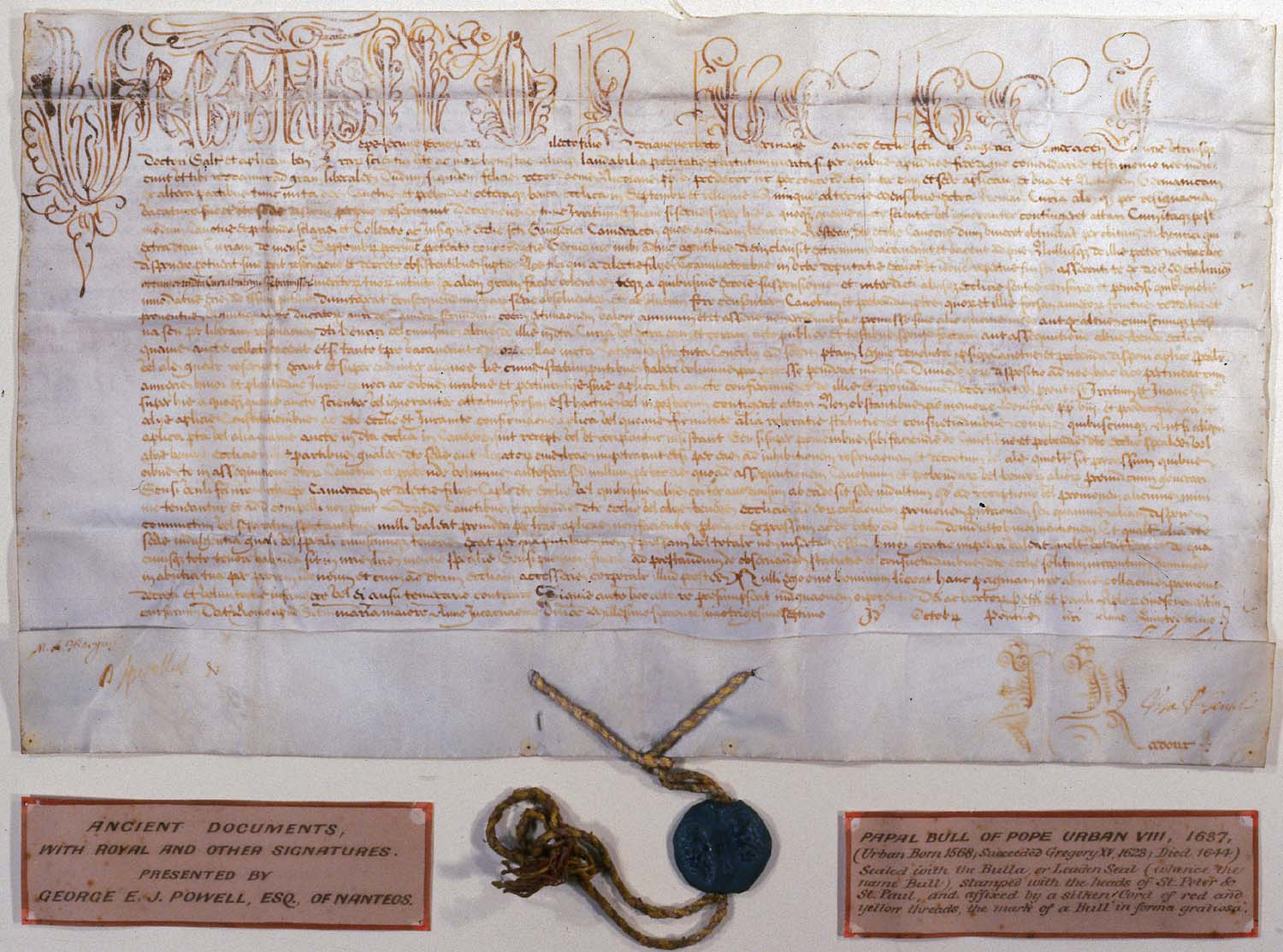
乌尔巴诺八世于1637年发布的教宗诏书

历史上，诏书格式经过数次改革。全文用拉丁文书写，开头用狭长字体书写教宗名号、episcopus servus servorum Dei（主教，天主眾僕之僕）以及指示诏书名称的几个词。正文部分的格式并无特殊要求，但通常非常简洁。结束部分标明诏书发布的日期、地点，教宗在位的年、月数，最后在封印旁签名。
根据传统文献学观点，诏书分为几种：
- 大诏书：数量很少，只能在重大场合使用，加注In perpetuam memoriam（有时简写为in. pp. m.）(中文：為永久紀念事)，以区别于一般诏书；
- 小诏书：一般用途使用；
- 准诏书（拉丁語：Bulla dimidiata）：由新当选但尚未有名号的当选教宗，因此封印上无教宗名号。